# Dorogomilovo
Il quartiere Dorogomilovo (in russo Район Дорогомилово?) è un quartiere di Mosca sito nel distretto occidentale.
Il toponimo è noto sin dal XIII secolo e identificava la zona posta sulla sponda sinistra della Moscova. Nel XVI secolo viene fondata sulla riva destra la sloboda dei cocchieri Dorogomilovskaja e da quel momento il toponimo identifica l'intera ansa del fiume. La via principale che attraversa il quartiere viene chiamata Dorogomilovskaja nel XVIII secolo, ribattezzata poi Bol'šaja ("grande") Dorogomilovskaja dopo l'apertura di una nuova via parallela, chiamata Malaja ("piccola") Dorogomilovskaja.
L'area in passato è stata soggetta a frequenti inondazioni, una delle più distruttive è avvenuta durante la settimana di Pasqua del 1908.